# Prinz-Eugen-Straße (Wien)
Die Prinz-Eugen-Straße in Wien verbindet entlang der Grenze der Bezirke Landstraße und Wieden die Innenstadt mit dem Gürtel. Sie ist nach dem Feldherrn Eugen von Savoyen benannt, an dessen Sommerpalais Schloss Belvedere sie in ihrem südlichen Teil vorbeiführt.

## Geschichte

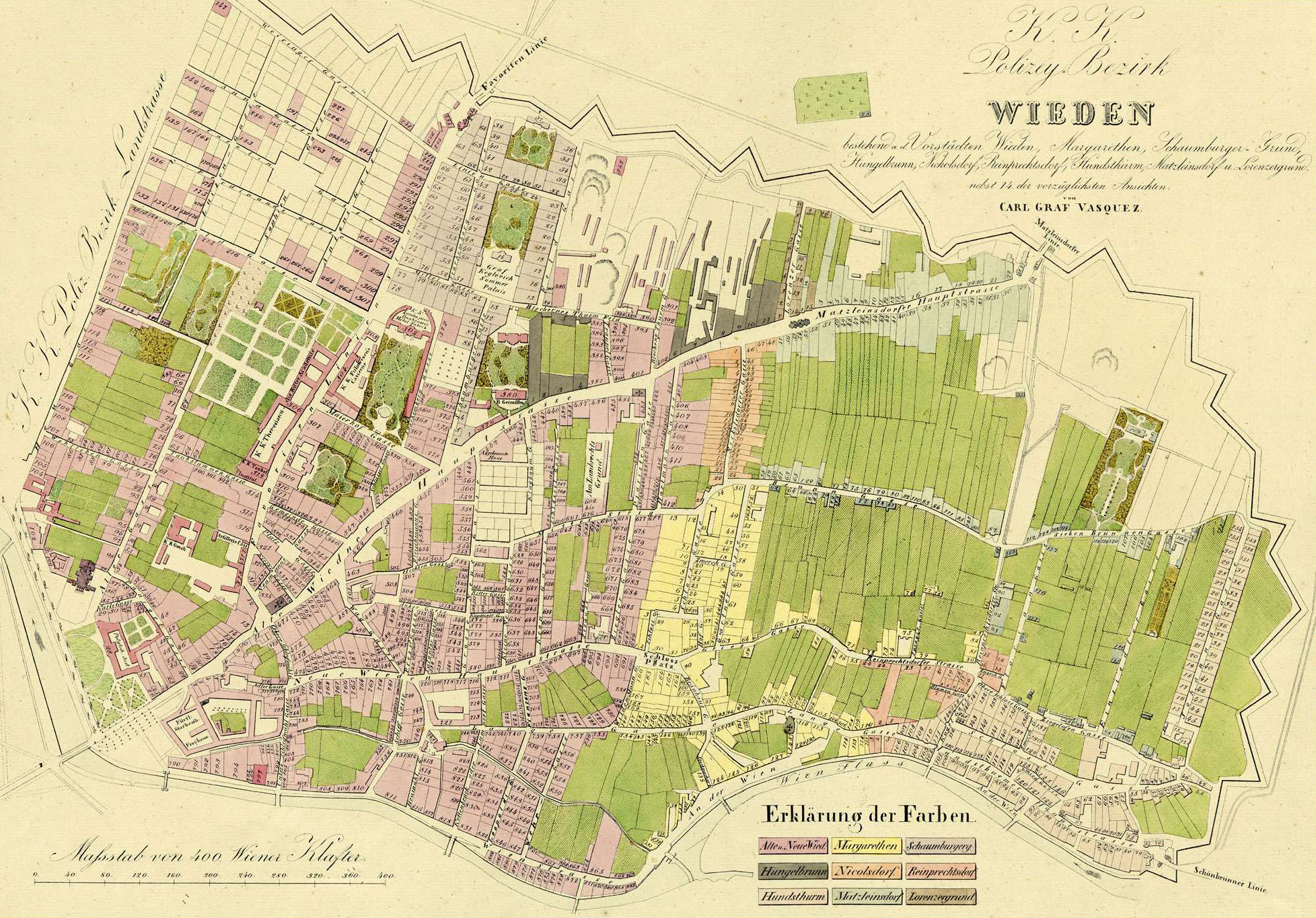
Plan des Bezirks Wieden von 1830. Die Prinz-Eugen-Straße verläuft am linken Bildrand.

Der Verlauf des Straßenzugs wurde um etwa 1700 festgelegt. Zur gleichen Zeit wurde mit dem Bau des Palais Schwarzenberg begonnen, mit der Errichtung des oberen Belvederes ein Dutzend Jahre später.
Der Plan des k.k. Polizey-Bezirks Wieden (siehe Faksimile links) aus dem Jahr 1830 zeigt vorstädtische Verbauung entlang der westlichen Straßenseite ab dem Wienfluss, die bis zum Linienwall hin lockerer wird. Die heutige geschlossene großstädtische Verbauung entstand in der Zeit des späten Historismus im vierten Viertel des 19. Jahrhunderts. In den repräsentativen Gebäuden haben sich mehrere diplomatische Vertretungen (Brasilien, Türkei, Rumänien u. a.) angesiedelt, ebenso in den an der östlichen Straßenseite gelegenen Nebengebäuden des Palais Schwarzenberg (Schweiz).
Eines der Gebäude war das von 1879 bis 1884 erbaute und 1954 abgerissene monumentale Palais Albert Rothschild (Hausnummer 20–22), an dessen Stelle die Zentrale der Bundeskammer für Arbeiter und Angestellte errichtet wurde.
Im März 1901 wurde eine Straßenbahnstrecke durch die Prinz-Eugen-Straße eröffnet. Die dort verkehrende Linie trägt seit 1907 bis heute das Liniensignal D.
Der ursprüngliche Straßenname lautete Heugasse. Am 30. August 1911 erhielt sie den Namen Prinz-Eugen-Straße. (Die bisher so benannte Straße im 19. Bezirk erhielt den Namen Felix-Mottl-Straße nach dem kurz zuvor verstorbenen Komponisten und Dirigenten dieses Namens.)
Am, 28. September 1936 wurde Alfonso Carlos de Borbón, carlistischer Prätendent des spanischen Throns, auf Höhe des Hauses 4 von einem Taxi angefahren, worauf er am Folgetag verstarb. Mit ihm erlosch die Erste carlistische Dynastie.

## Beschreibung

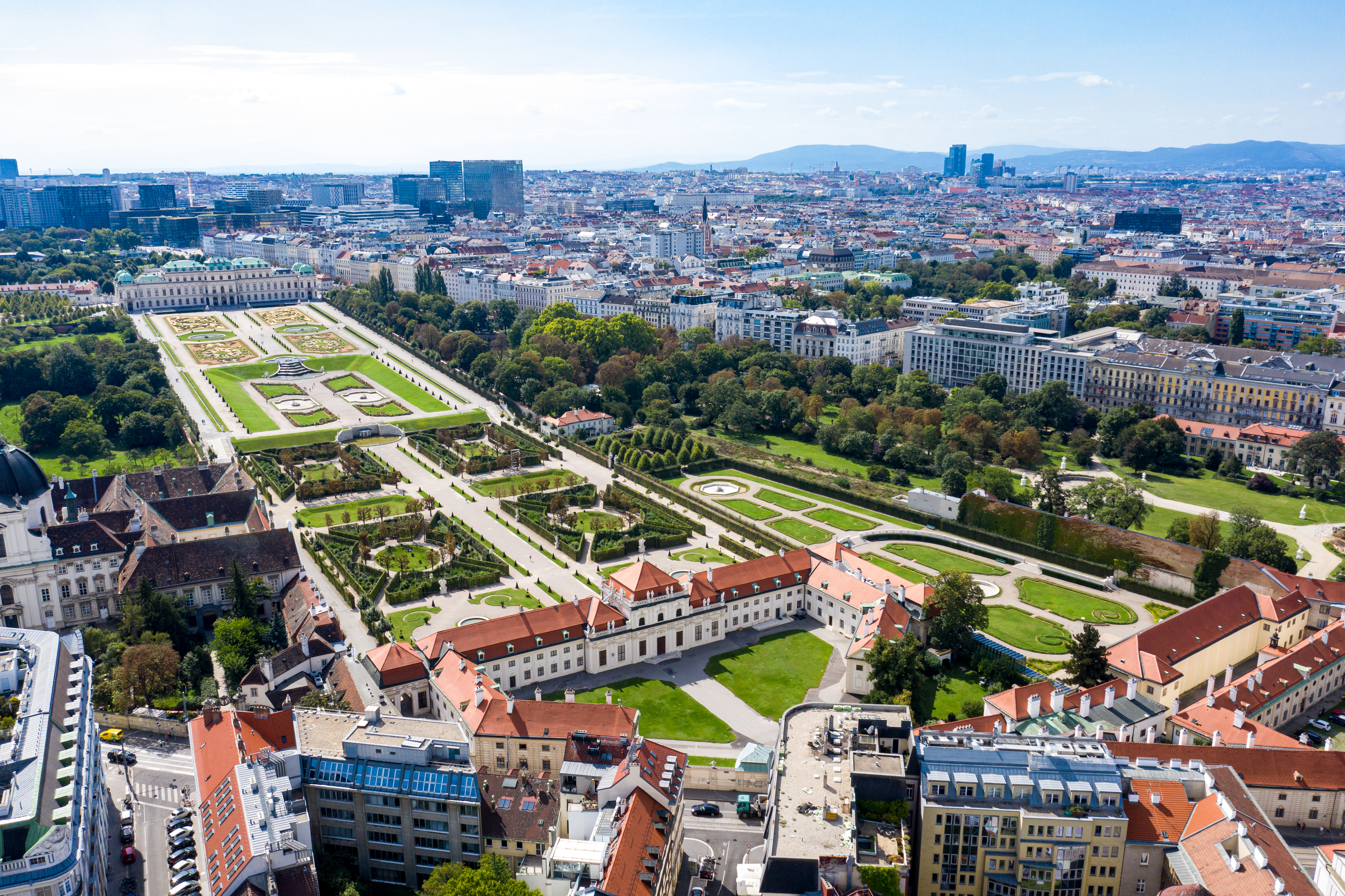
Gartenanlagen von Belvedere und Schwarzenberg-Palais, dahinter die Prinz-Eugen-Straße

Die Straße beginnt an der Südwestecke des Schwarzenbergplatzes eine Parzelle südlich der Schwindgasse (das Eckhaus gehört noch zum Schwarzenbergplatz, Orientierungsnummer 10) und verläuft von da an leicht ansteigend und im Wesentlichen gerade verlaufend in südsüdöstlicher Richtung bis zur Kreuzung mit dem Wiedner bzw. Landstraßer Gürtel. Jenseits der Kreuzung setzt sich der Straßenzug in der Arsenalstraße fort.
An ihrer linken (östlichen) Seite verläuft die Straße entlang der Einfriedungen zunächst des Schwarzenberggartens und in ihrem oberen Drittel des Belvederegartens mit den Nebengebäuden des Palais Schwarzenberg und des Oberen Belvederes. Teilweise sind die Mauern von Grünstreifen gesäumt. Die rechte Seite ist durchgehend mit Gebäuden überwiegend im Stil des Historismus, vereinzelt mit modernen Gebäuden verbaut.
Die Prinz-Eugen-Straße ist eine Verkehrsverbindung vom Stadtzentrum zum Gürtel (mit seiner Verteilerfunktion in beide Richtungen) sowie über die Fortsetzung durch die Arsenalstraße Richtung Favoriten und Simmering. Dazu steht für den motorisierten Verkehr und Radfahrer in jeder Richtung ein Fahrstreifen zur Verfügung. Die Straße ist eine Hauptstraße A. Öffentlicher Verkehr besteht in Form der Straßenbahnlinie D, welche die Straße in ihrer ganzen Länge befährt. Am südlichen Ende der Straße ist an der Haltestelle Wien Quartier Belvedere der Zugang zur S-Bahn Wien sowie zu den am Gürtel verkehrenden Straßenbahnlinien O und 18 möglich.

## Adressen
Gebäude mit ungeraden Hausnummern (linke Straßenseite) liegen im 3. Wiener Gemeindebezirk Landstraße, solche mit geraden Nummern (rechte Seite) im 4. Bezirk Wieden.

### Nr. 1 bis 15
Nebengebäude des Palais Schwarzenberg

### Nr. 2 und 4
Der Architekt Carl Schumann errichtete 1875 bzw. 1881 zwei strenghistoristische palaisartige Miethäuser.

### Nr. 6
Das strenghistoristische Palais Linzer wurde 1882 durch Gustav Schlierholz als großes Miethaus mit einem repräsentativen überkuppelten Eckturm erbaut.

### Nr. 7–11
In der ehemaligen Reitschule des Palais Schwarzenberg befindet sich die Schweizerische Botschaft.

### Nr. 14–18
Alois Maria Wurm-Arnkreuz errichtete 1883 einen großen, aus drei Einzelhäusern bestehenden Miethausblock mit langer, reich rhythmisiert gegliederterer Fassade und überkuppeltem repräsentativem Mittelteil. Nr. 18 beherbergt die Albanische Botschaft.

### Nr. 20–22
Die Zentrale der Bundeskammer für Arbeiter und Angestellte wurde 1957–60 nach Plänen von Franz Mörth errichtet. In der Eingangshalle sind Büsten von Karl Renner (von Gustinus Ambrosi, 1949) und Ferdinand Hanusch (von Carl Gelles, 1921) aufgestellt. Das Gebäude steht unter Denkmalschutz (Listeneintrag).
Bis 1955 befand sich an dieser Adresse das Palais Albert Rothschild.

### Nr. 26
Das (frühere) Palais Rothschild, errichtet 1894 durch das Büro Fellner & Helmer, beherbergt die Brasilianische Botschaft.

### Nr. 27
Parkeingang zum Oberen Belvedere

### Nr. 30–34
Die Pläne zu der großen 1909 errichteten repräsentativen Straßenhofanlage stammen von Julius Goldschläger. Die neobarocken Straßentrakte sind durch eine monumentale Toranlage mit Schmiedeeisengitter verbunden; dahinter liegt ein Quertrakt mit palaisartiger Fassade. In Nr. 32 befindet sich die Botschaft von Kasachstan.

### Nr. 40
Das Büro Fellner & Helmer erbaute 1879 das strenghistoristische Palais in Formen der Neorenaissance, dessen Einrichtung und Innenausstattung noch weitgehend original erhalten ist. Heute hat hier die Türkische Botschaft ihren Sitz.

### Nr. 60
Im ehemaligen Palais Landau, errichtet durch Karl König 1900/01, residiert heute die Rumänische Botschaft.

### Nr. 68
Das neoklassizistische Miethaus mit vorgewölbtem Mittelteil und Dekor in Formen der Wiener Werkstätte entstand 1912/13 nach Plänen von Eugen Felgel von Farnholz.

### Nr. 70
Das späthistoristische Miethaus mit Mansarddach und reichem barockisierendem Dekor entstand 1891 durch das Büro Fellner & Helmer.

### Nr. 72
Botschaften von El Salvador und Venezuela

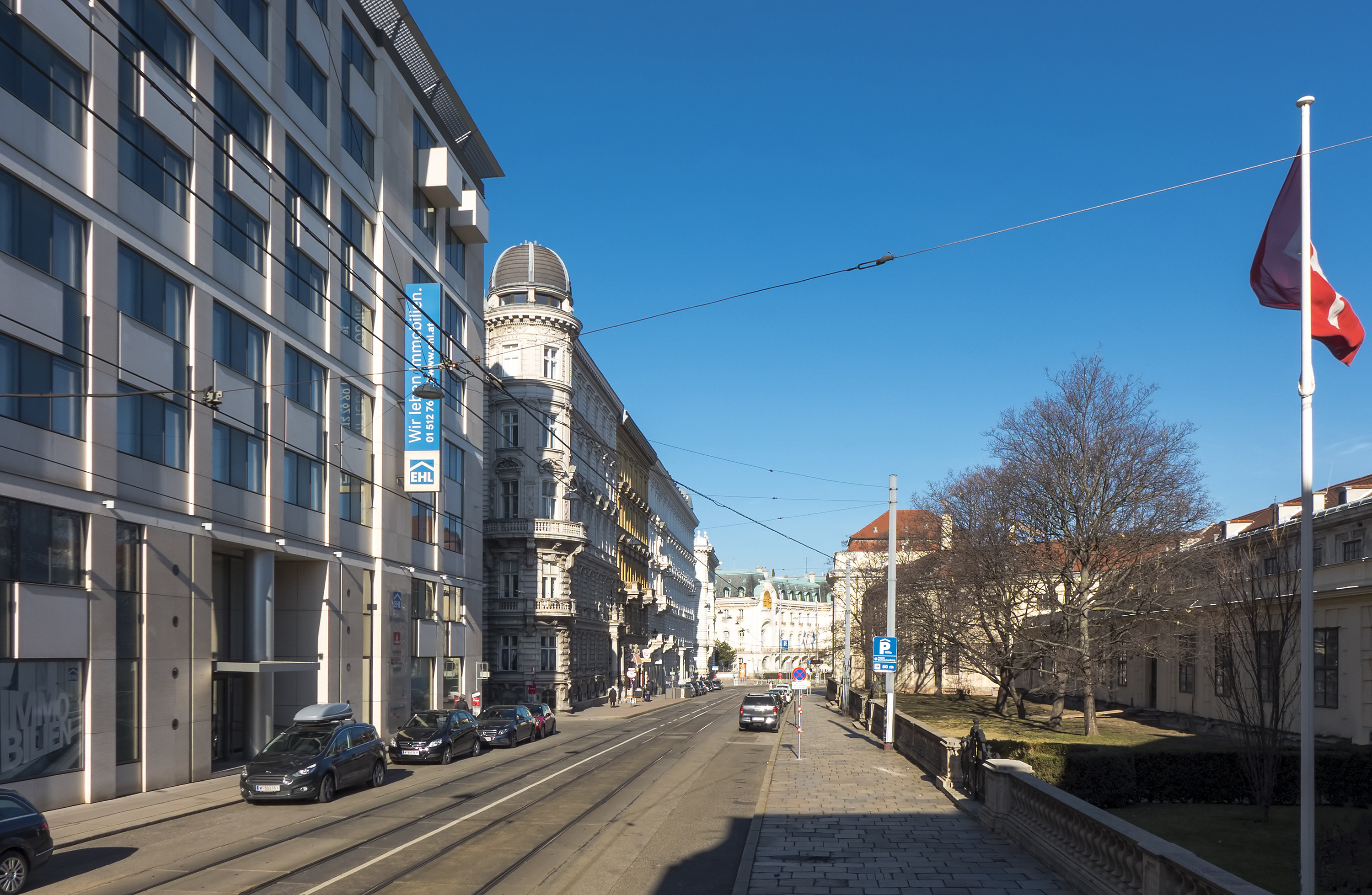
Unterer Teil
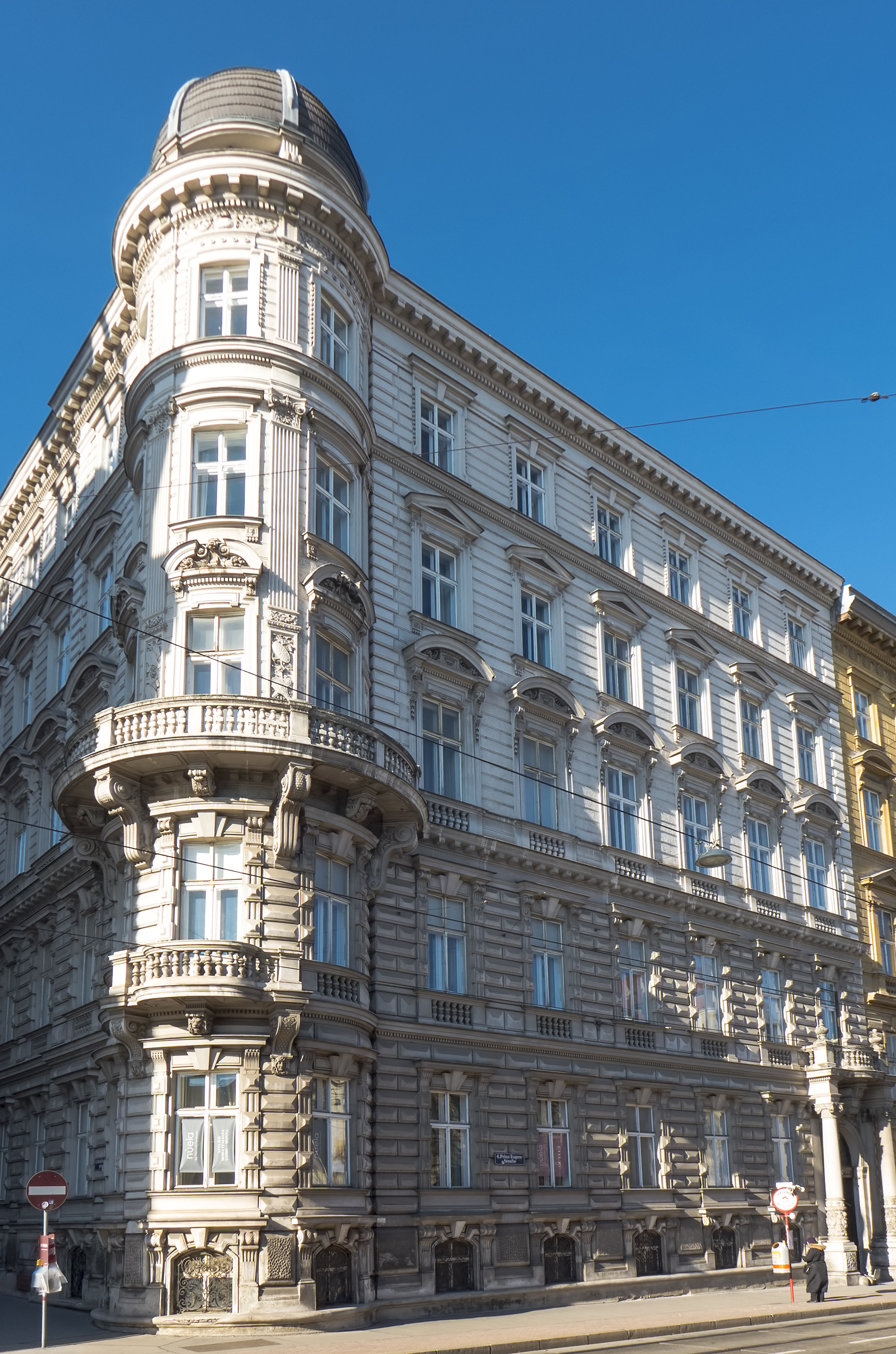
Nr. 6, Palais Linzer
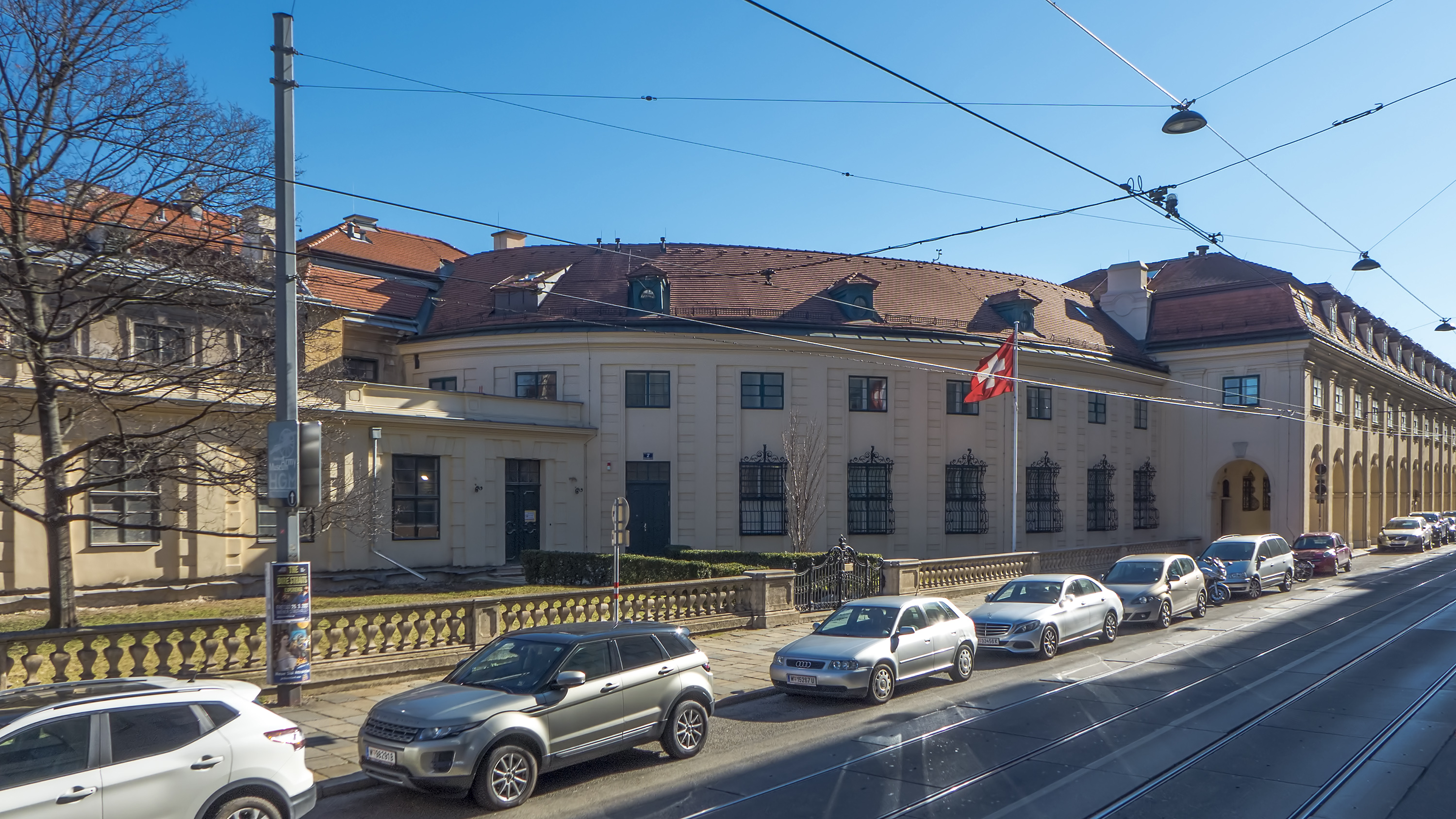
Nr. 7–11a, ehemalige Reitschule, jetzt Schweizerische Botschaft
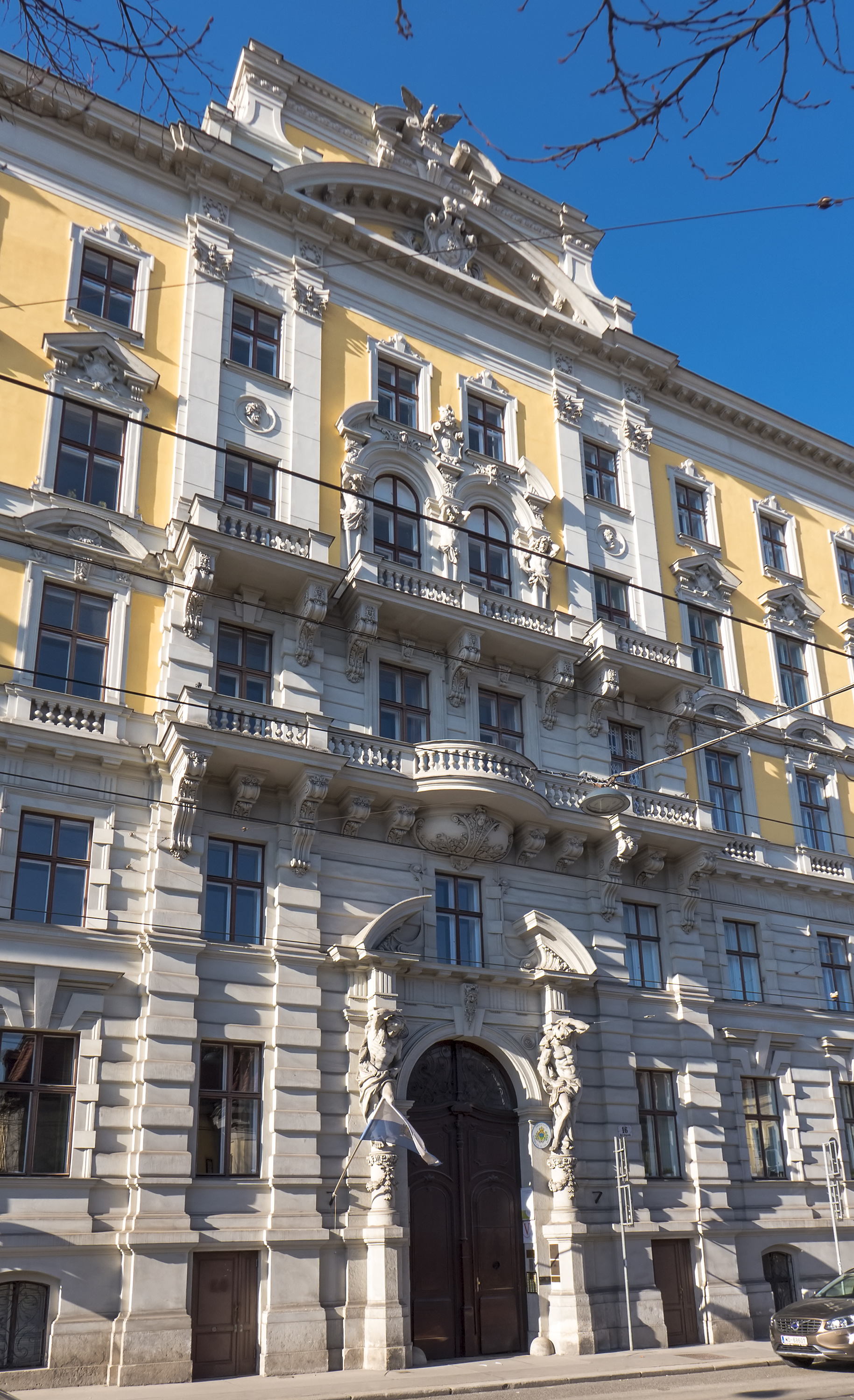
Nr. 16
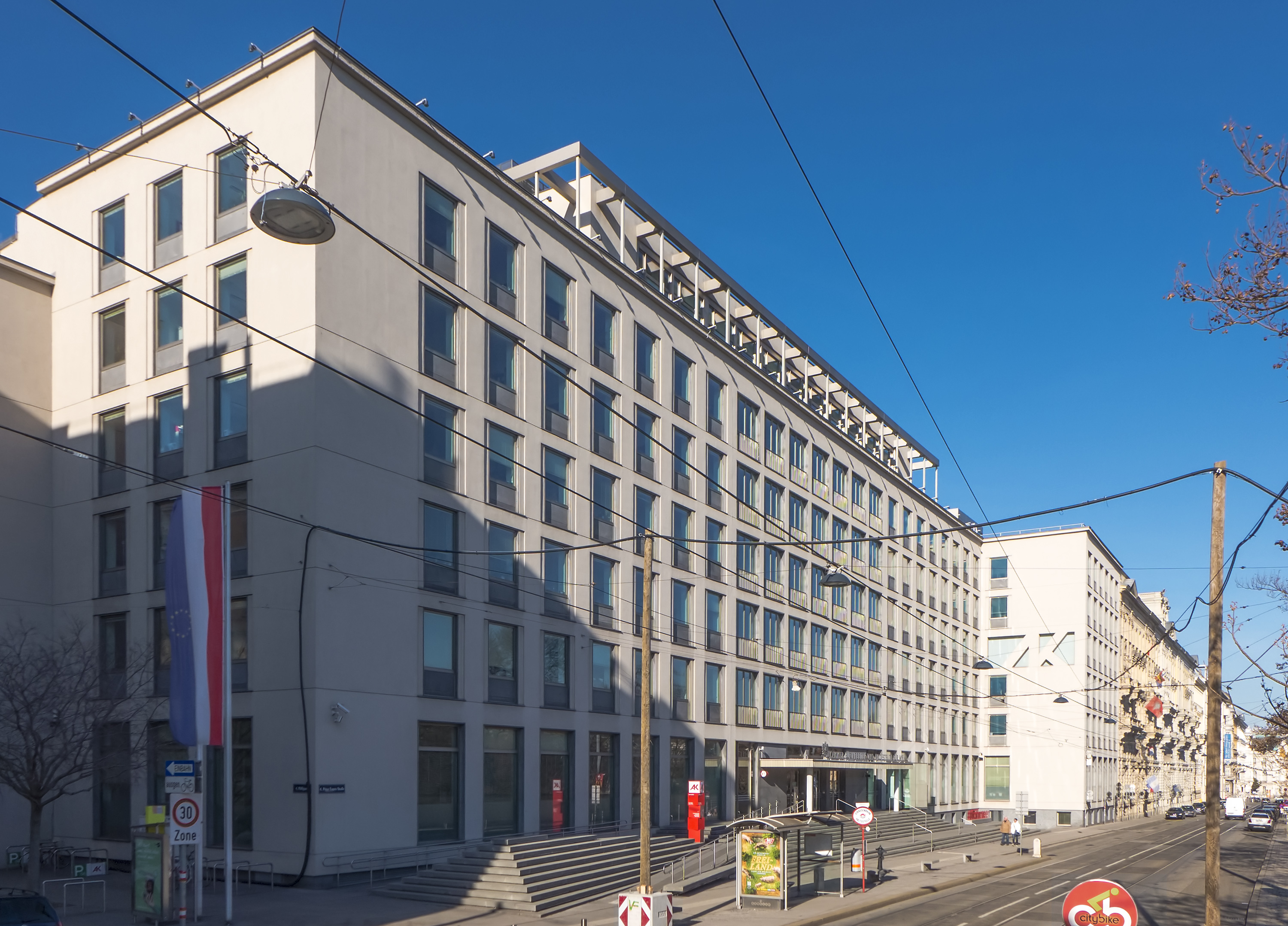
Nr. 20–22, Kammer für Arbeiter und Angestellte
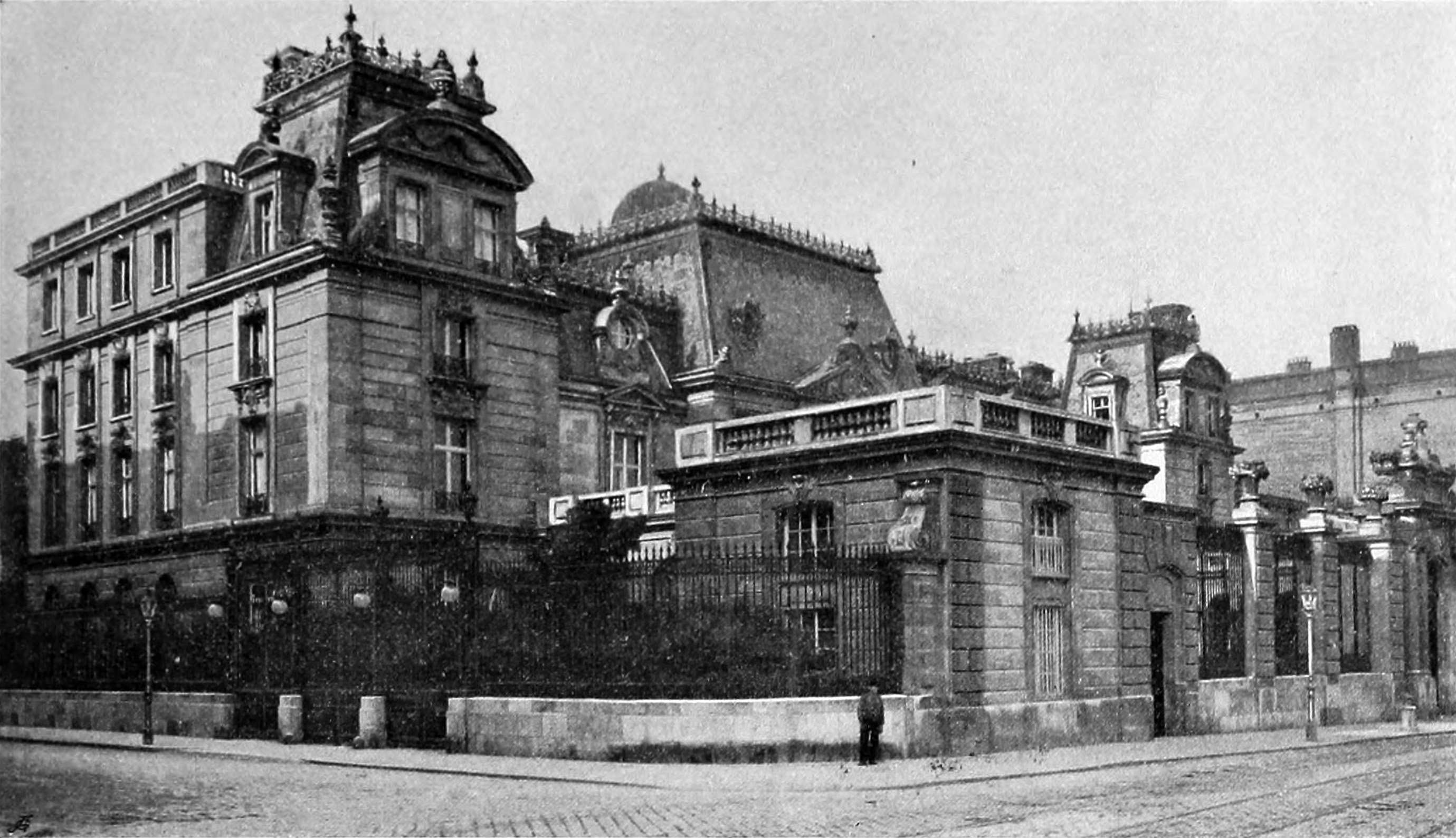
Nr. 20–22, das ehemalige Palais Albert Rothschild (historische Aufnahme)
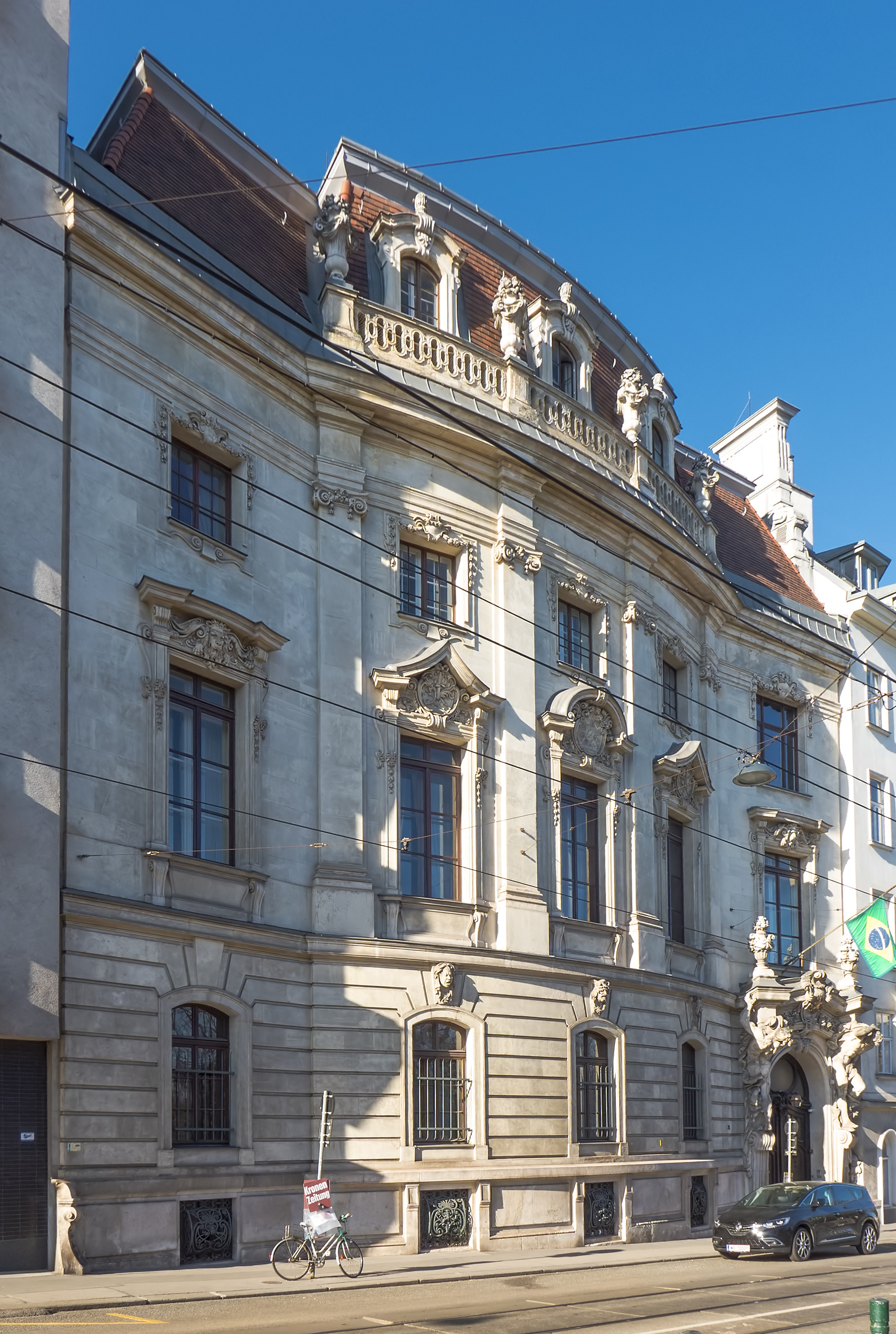
Nr. 26, „Kleines“ Palais Albert Rothschild, Brasilianische Botschaft
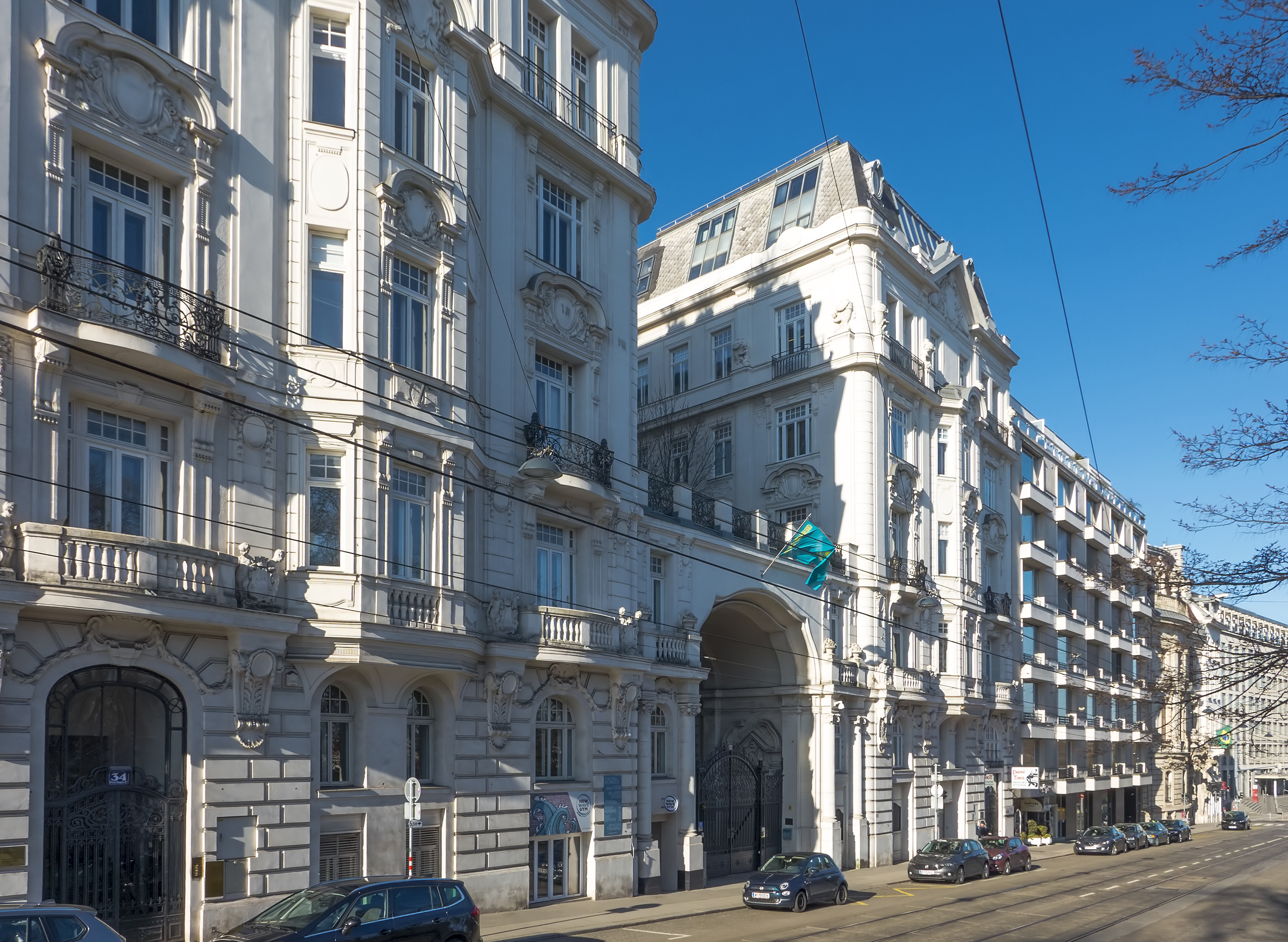
Nr. 30–34
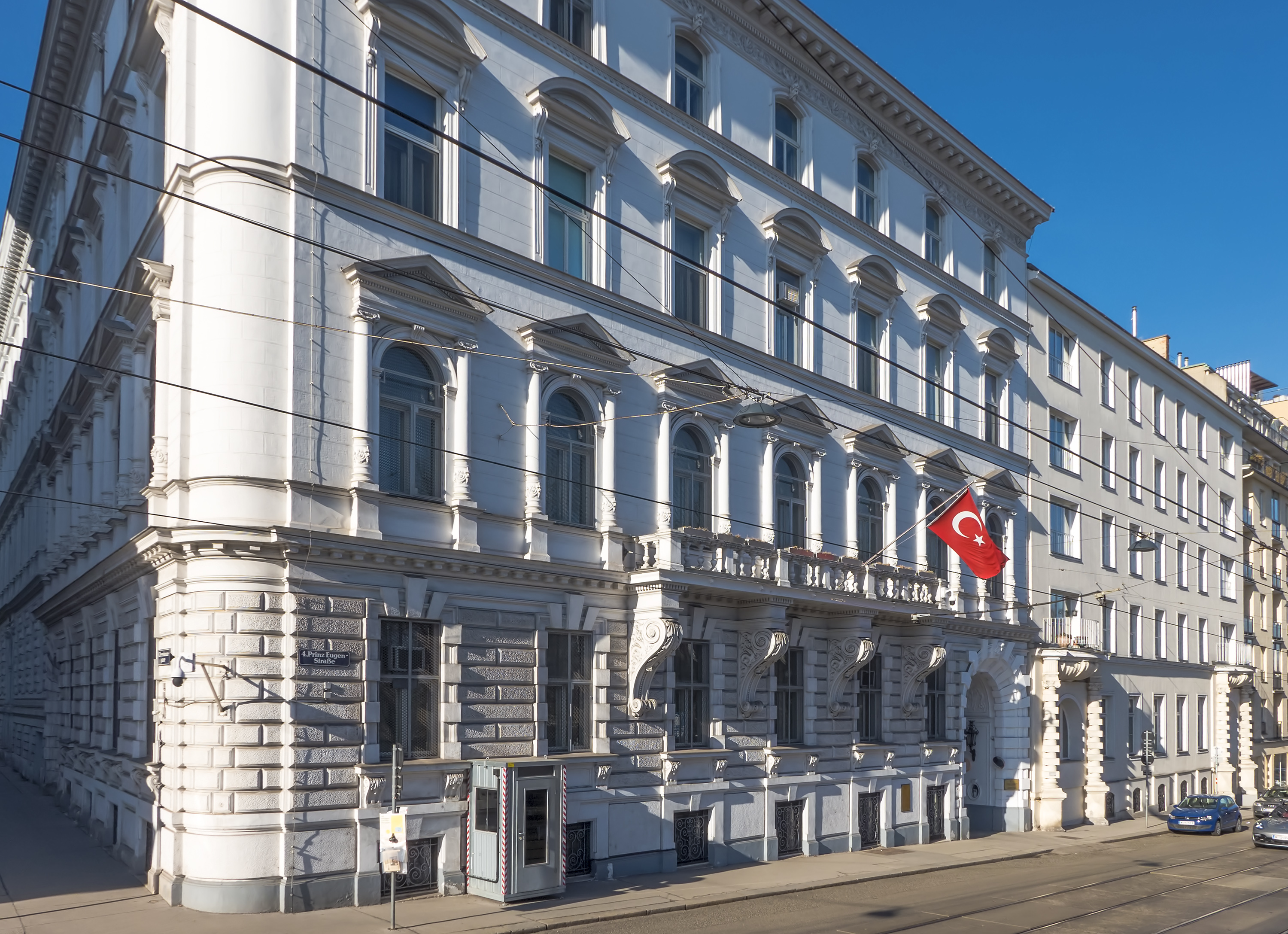
Nr. 40, Türkische Botschaft
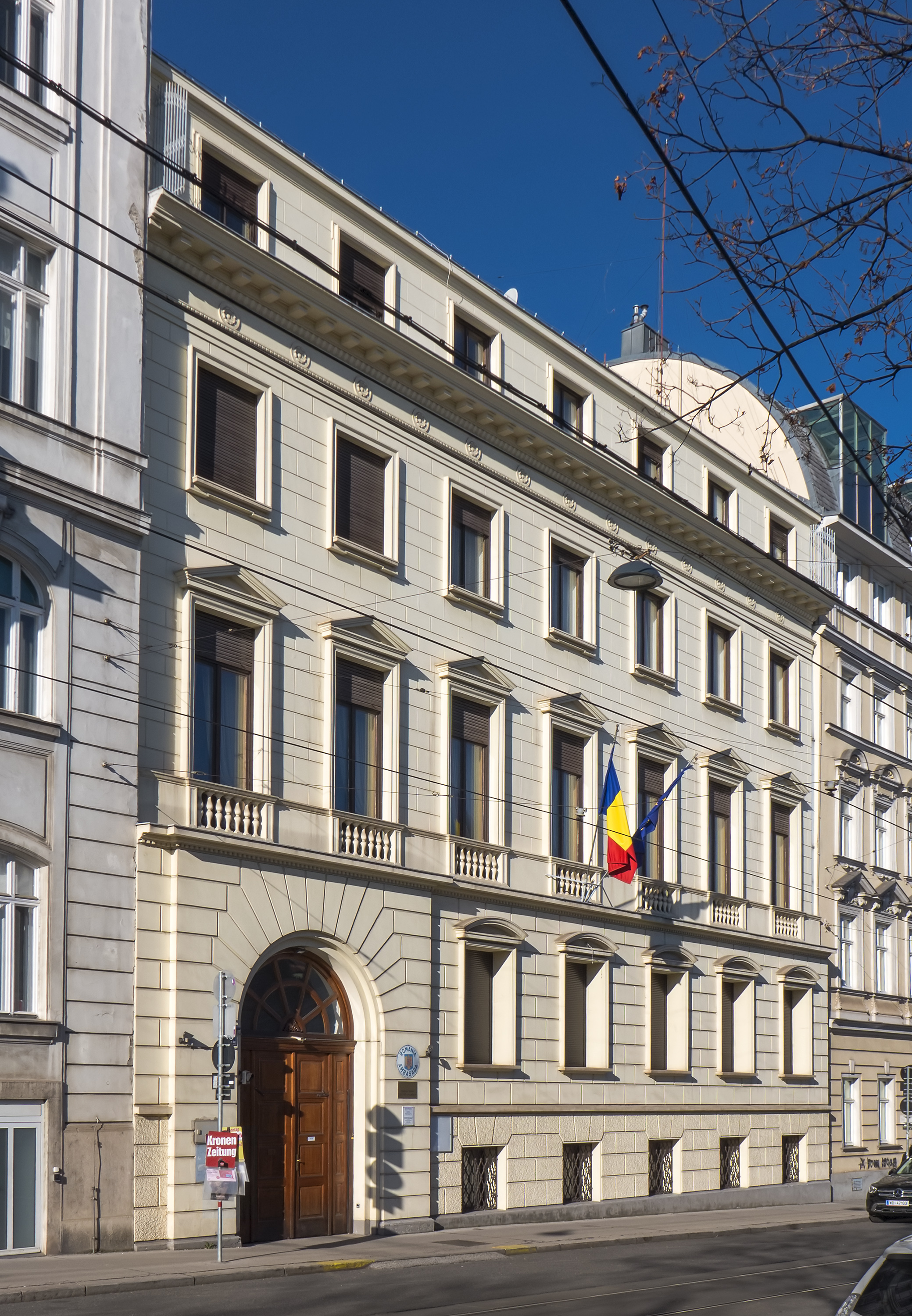
Nr. 60, Palais Landau, Rumänische Botschaft
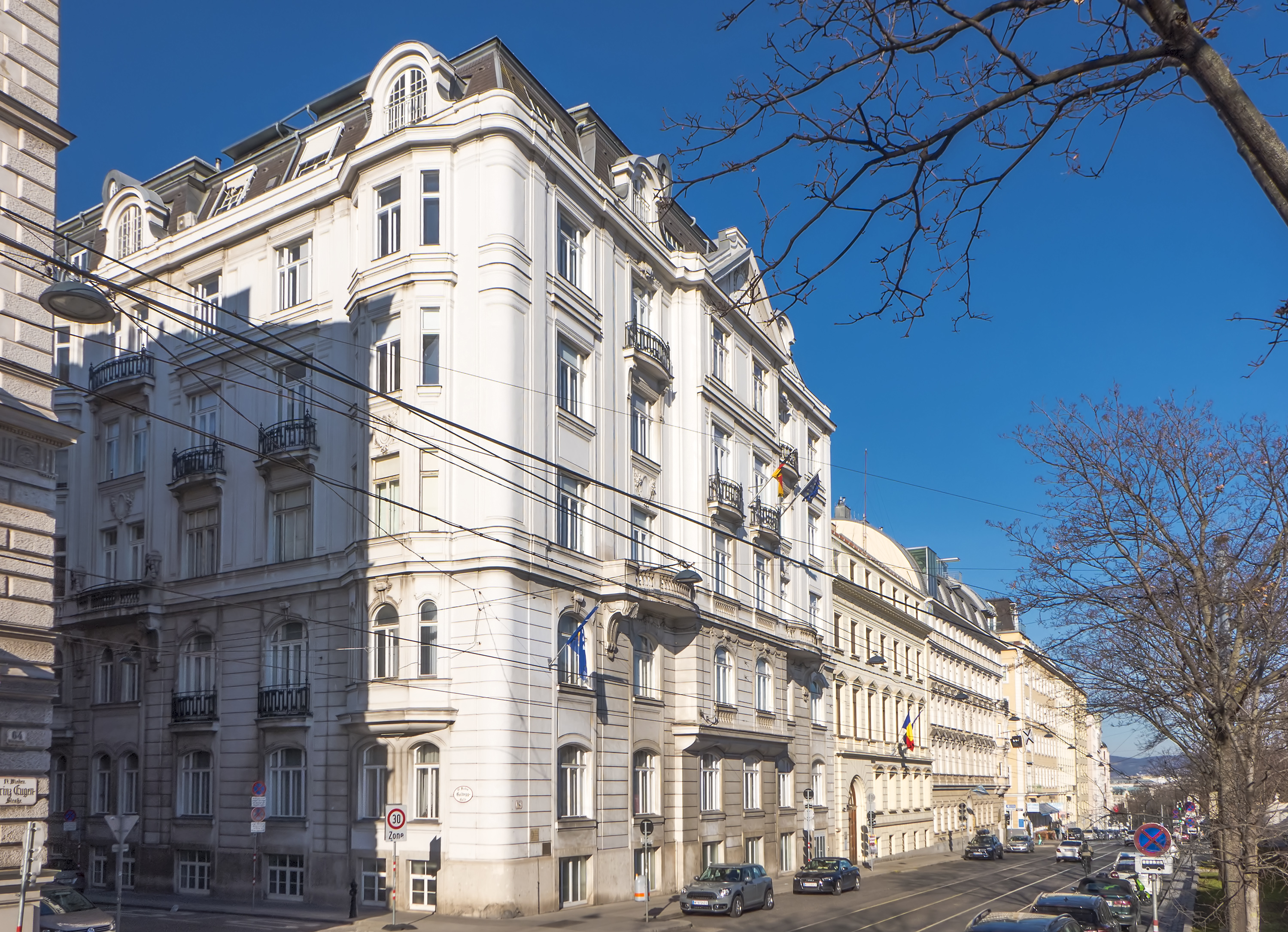
Nr. 58 bis 62, bei der Goldeggasse
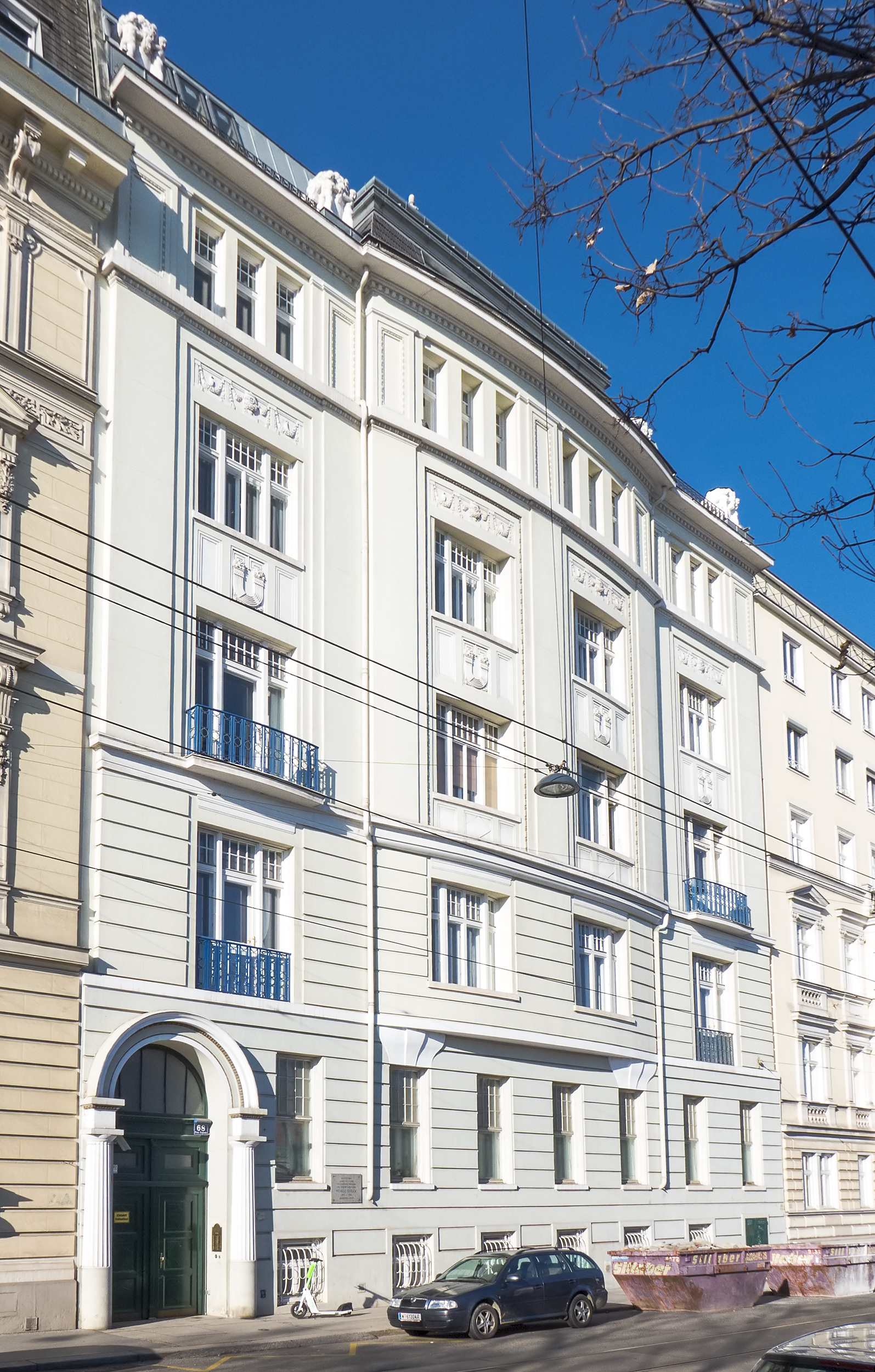
Nr. 68
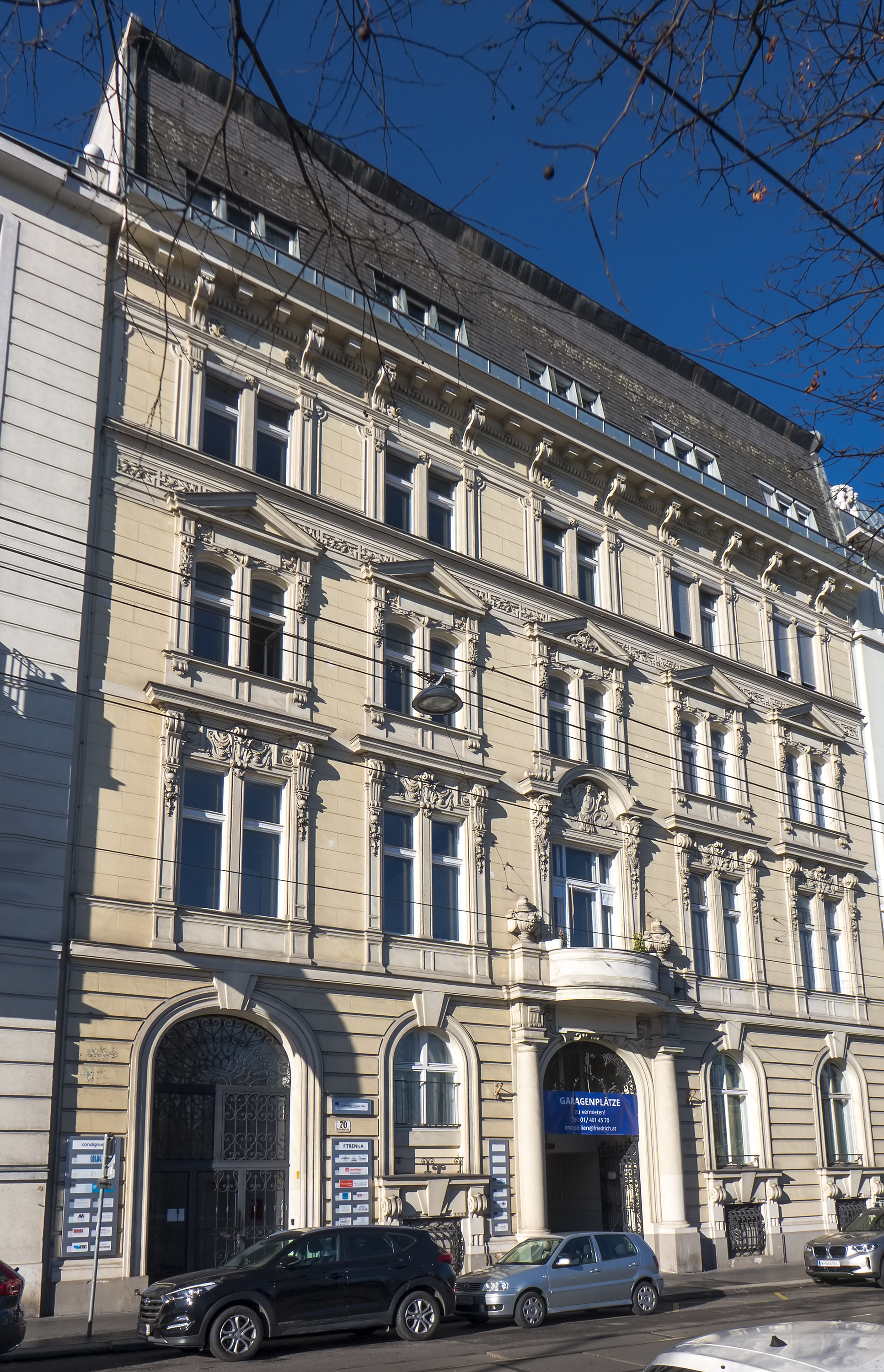
Nr. 70
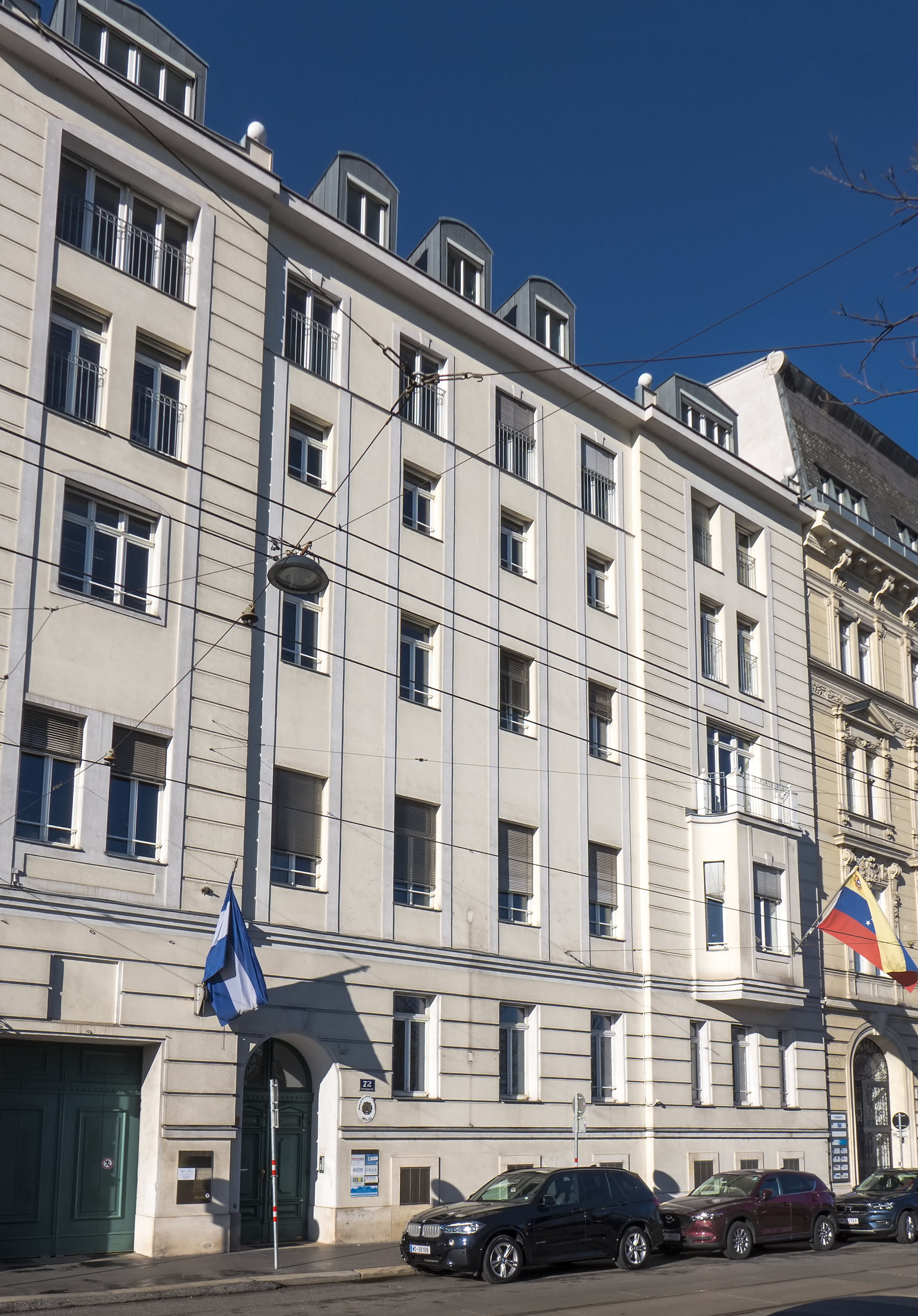
Nr. 72, Botschaften von El Salvador und Venezuela